# Mélissa Goram
Pour les articles homonymes, voir Goram.
Mélissa Goram, née le 30 mai 1990, est une escrimeuse française.

## Carrière
Elle est médaillée d'or en épée par équipes à l'Universiade d'été de 2011 à Shenzhen.
Elle est sacrée championne de France d'épée en 2017.
En 2019, elle remporte la Coupe d'Europe des clubs champions d'escrime à Caserte avec l'Académie Beauvaisienne d'Escrime.